# Cortadora de vidrio
Cortador Fletcher  también llamado "Cortador tipo Fletcher" es una herramienta utilizada por un vidriero para realizar cortes precisos en el vidrio plano. Generalmente lo usa el personal que construye casas y edificios, para cortar las medidas exactas de los vidrios de las puertas y ventanas. Sin embargo también es utilizado por vidrieros artesanos o cuando se necesita cortar vidrio para alguna otra tarea. Con él se corta toda clase de vidrio plano, de cualquier grosor, desde el más delgado de 3mm hasta el de 20 mm. La herramienta está compuesta por un asa que puede ser de madera, plástico o metálica y una cabeza de acero o carburo de tungsteno. La cortadora de carburo de tungsteno tiene un periodo de vida útil más largo que la de acero ya que es más resistente y mantiene su filo por más tiempo.

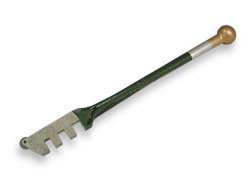
Cortador Fletcher

## Historia
O.M. Pike, un joyero local de Leverett, Massachusetts, estaba convencido de que los diamantes no eran la única opción para cortar el vidrio. Después de mucho experimentar, inventó un cortador de vidrio un tanto primitivo pero muy eficiente. Constaba de un mango y un pequeño disco de acero que giraba para cortar el vidrio. En 1868 recibió la patente en Estados Unidos de América por su invención de "Diamante Mágico".
Trabajó para la Familia Fletcher, quienes alrededor del año 1873 empezaron a fabricar cortadores para vidrio de forma masiva en la parte trasera de su casa, ubicada en Bristol, Connecticut. En 1910 Fundaron la compañía "The Fletcher-Terry Company" que hasta la fecha fabrica este tipo de cortadores.